# Крікакаси
Крікака́си (рос. Крикакасы, чув. Криккакасси) — присілок у складі Чебоксарського району Чувашії, Росія. Входить до складу Вурман-Сюктерського сільського поселення.
Населення — 140 осіб (2010; 136 у 2002).
Національний склад:
- чуваші — 96 %